# Кирсе сир Див
Кирсе сир Див (фр. Curçay-sur-Dive) насеље је и општина у западној Француској у региону Поату-Шарант, у департману Вијена која припада префектури Шателро.
По подацима из 2011. године у општини је живело 221 становника, а густина насељености је износила 14,0 становника/km². Општина се простире на површини од 15,79 km². Налази се на средњој надморској висини од 197 метара (максималној 122 m, а минималној 39 m).

## Демографија
| 1962. | 1968. | 1975. | 1982. | 1990. | 1999. | 2011. |
| ----- | ----- | ----- | ----- | ----- | ----- | ----- |
| 227   | 287   | 216   | 245   | 257   | 217   | 221   |

График промене броја становника у току последњих година